# The Paper Route
The Paper Route è il quarto album in studio del rapper statunitense Mack 10, pubblicato il 5 settembre 2000 dalla Priority, Hoo-Bangin'.

## Tracce
1. Intro: Parody of Frosty the Snowman – 0:20 (D'Mon Dedrick Rolison, Walter E. "Jack" Rollins, Steve Edward Nelson)
2. From Tha Streetz – 3:23 (D'Mon Dedrick Rolison, Treyvon Green, Jalil Hutchins, Drew Carter, John Fletcher, Lawrence Smith)
3. Nobody (feat. Westside Connection & Timbaland) – 5:11 (D'Mon Dedrick Rolison, O'Shea Jackson, William Calhoun, Timothy Mosley)
4. I'm Special (Skit) – 0:24
5. I'm Dope – 4:08 (D'Mon Dedrick Rolison, Rashad Coes, Terrell Anderson)
6. Pimp or Die (feat. Techniec & Too Short) – 4:11 (D'Mon Dedrick Rolison, David Williams III, Todd Shaw, Dennis Johnson, S. Gold)
7. Tight To Def (feat. T-Boz) – 4:59 (D'Mon Dedrick Rolison, Tionne Watkins, Rashad Coes, Dino Hawkins, Nick Vidal, Eric Vidal, Roger Troutman, Michael Alford)
8. Pop X (feat. Techniec, Xzibit, Caviar, Skoop Delania & Pinky) – 4:03 (D'Mon Dedrick Rolison, David Williams III, Jimmy Tucker, Rashad Coes)
9. Keep It Gangsta (feat. Jazze Pha) – 4:03 (D'Mon Dedrick Rolison, Phalon Alexander, Ricardo Thomas)
10. Hustle Game – 3:51 (D'Mon Dedrick Rolison, Osten Harvey)
11. Spousal Abuse (feat. Kokane & Techniec) – 4:07 (D'Mon Dedrick Rolison, David Williams III, Jerry Long, Kannon Cross, William Moore)
12. For Sale (feat. Big Gipp, YoungBloodZ & Techniec) – 3:57 (D'Mon Dedrick Rolison, Jeffrey Raymond Grigsby, Sean Paul Ryan Joseph, Cameron Gipp, David Williams III)
13. The Weekend (feat. Ice Cube & Techniec) – 4:01 (D'Mon Dedrick Rolison, O'Shea Jackson, David Williams III, Leslie Brathwaite)

## Classifiche
| Classifiche (2000) | Posizione massima |
| ------------------ | ----------------- |
| Stati Uniti        | 19                |